# Ovimbundu (peuple)
Pour les articles homonymes, voir Ovimbundu et Mbundu.

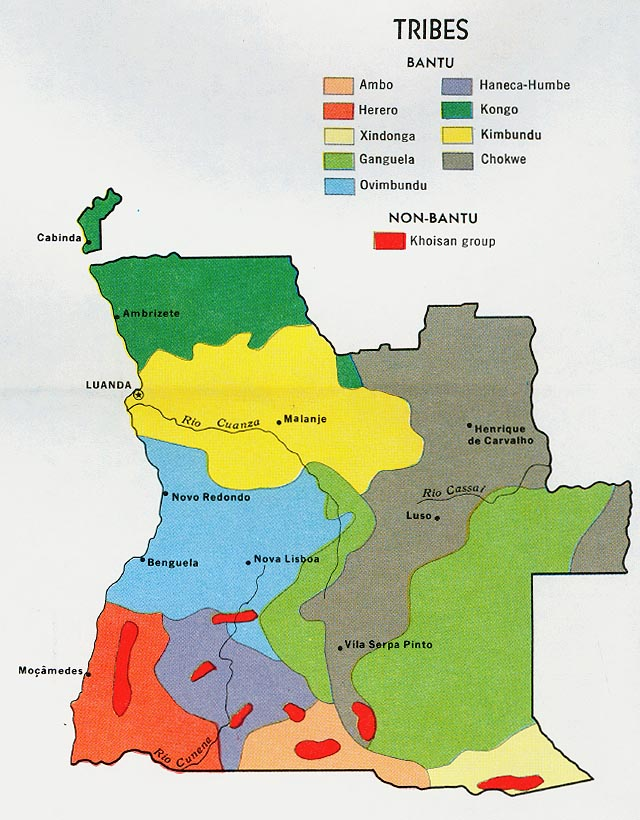
Implantation des Ovimbundu en Angola (en bleu)

Les Ovimbundu (ou Mbundu du Sud)  - singulier "Ocimbundu", adjectif et langue "Umbundu" - sont un peuple d'Angola qui vit sur le Plateau Central du pays et dans la région côtière à l'ouest de ce plateau.

## Histoire
Venant du Nord, les migrations bantoues atteignirent le Plateau Central de l'Angola au début du IIe millénaire. Au long de quelques siècles, les populations qui s'y fixèrent et s'établirent en partie dans la bande côtière à l'Ouest du Plateau constituèrent des communautés locales et régionales, devenant les Bieno, Chikuma, Ganda, Kakonda, Kissanje, Mavundo, M'Balundu, Ndulu, Sambo, Sele et Wambo[réf. nécessaire]. 
Ces communautés n'étaient pas liées entre elles par une identité sociale commune, mais partageaient un certain nombre de caractéristiques culturelles, y compris une langue propre qui se développait lentement à partir de la base originale. Toutes ces communautés constituèrent, à un moment donné, des unités politiques (« royaumes ») de petites dimensions. Leur base économique était une agriculture de subsistance, complétée par l'élevage de petits animaux (chèvres, poulets) et, plus tard, occasionnellement des vaches obtenues des peuples agro-pastoraux plus au sud.
À partir du XVIIe siècle, une partie de ces « royaumes », essentiellement ceux qui étaient situés plus au Sud, noua des relations commerciales avec les Portugais qui avaient fondé Benguela, une seconde « tête de pont » sur la côte atlantique, après Luanda. Il s'agissait d'abord surtout d'un trafic d'esclaves, obtenus par « ceux du Plateau » plus à l'Est, parmi les Nganguela. Dans un second temps, des caravanes allaient chercher à l'Est l'ivoire, le miel, la cire et d'autres marchandises.
Au cours du XIXe siècle, les Portugais commencèrent peu à peu la conquête du Plateau Central. Celle-ci ne pouvait être considérée comme consolidée qu'au début du XXe siècle. En même temps, deux importantes initiatives missionnaires, entreprises de façon parallèle, provoquaient des changements profonds : du côté catholique, celle de la Congrégation du Saint-Esprit, et du côté protestant, celle de l'Église unie du Christ américaine. Au début du XXe siècle, environ 80 % de la population du Plateau Central (et bande côtière) était christianisée ; des villages séparés pour catholiques, protestants et non-chrétiens étaient formés partout. Une partie croissante des jeunes chrétiens fréquentait des écoles missionnaires et apprenait le portugais. Les missionnaires protestants s'employaient à codifier l'Umbundu (orthographe, lexique, grammaire) et l'utilisaient dans l'enseignement et le culte, contribuant ainsi de façon décisive à la formation d'une identité sociale commune d'une population qui commençait à se considérer comme « Ovimbundu ». Il en résulta même un mouvement d'« umbundisation » qui consistait à « assimiler » culturellement des communautés situées à la périphérie de l'habitat umbundu.
Sur le plan économique, c'est l'effondrement du commerce des caravanes, au début du XXe siècle qui eut un effet décisif : d'une façon pratiquement immédiate, les Ovimbundu passèrent à l'agriculture commerciale, surtout du maïs, pour lequel il y avait une forte demande de la part des « commerçants de brousse » portugais ; il s'imposa rapidement comme nourriture de base d'une bonne partie de l'Angola 
À partir des années 1920, des colons portugais et quelques non-portugais commencèrent à acquérir des terres sur le Plateau Central, pour y établir des plantations de sisal, de café et d'autres produits. Pour les Ovimbundu, la conséquence fut un manque de terre, accentué par une forte croissance démographique. Beaucoup entre eux étaient ainsi obligés à travailler soit dans les plantations de leur région, soit dans les plantations  de café du Nord-ouest de l'Angola, soit dans les mines de la Namibie. En plus, un nombre considérable s'implanta dans les villes de Huambo, Benguela et Lobito. Une minorité, restant sur place, s'acheminait vers des professions artisanales.
Les Ovimbundu ne furent pas affectés de manière directe par la guerre pour l'Indépendance de l'Angola, 1961-1974. Une conséquence indirecte en fut cependant la « concentration » des villages imposée par les Portugais pour des raisons de sécurité, c'est-à-dire la fusion de plusieurs villages et leur placement dans des endroits plus faciles à surveiller. Et les mouvements anti-coloniaux qui organisaient la lutte armée étaient politiquement présents dans la clandestinité, avant tout l'UNITA, qui s'appuya sur le réseau des catéchistes de l'« Igreja Evangélica Congregacional de Angola », jouant en même temps la carte ethnique.
Pendant le conflit autour de la décolonisation de l'Angola (1974) et la Guerre Civile d'Angola, 1975-2002, la région des Ovimbundu fut le théâtre d'intenses combats. La conséquence en fut un véritable exode rural, non seulement vers les villes à majorité umbundu, mais également vers tous les autres centres urbains, en premier lieu Luanda et toute la région métropolitaine, mais aussi Lubango et Malange et les villes plus petites.
Après 2002, une lente et tenace reconstruction de la région des Ovimbundu est en cours. Elle est surtout l'œuvre de ceux qui sont restés, ou sont retournés depuis les villes. L'État y joue sa part, particulièrement en ce qui concerne le rétablissement des infrastructures et le déminage mais, dominé par le MPLA, il conserve une attitude réservée envers une population où l'appui à l'UNITA continue à être significatif.

## Population
C'est l'ethnie la plus représentée en Angola, avec 37 % de la population. Leur nombre est estimé à un peu plus de 4 millions de personnes.

## Langue
Ils parlent l'umbundu, une langue bantoue, et le portugais.